# Вірунум

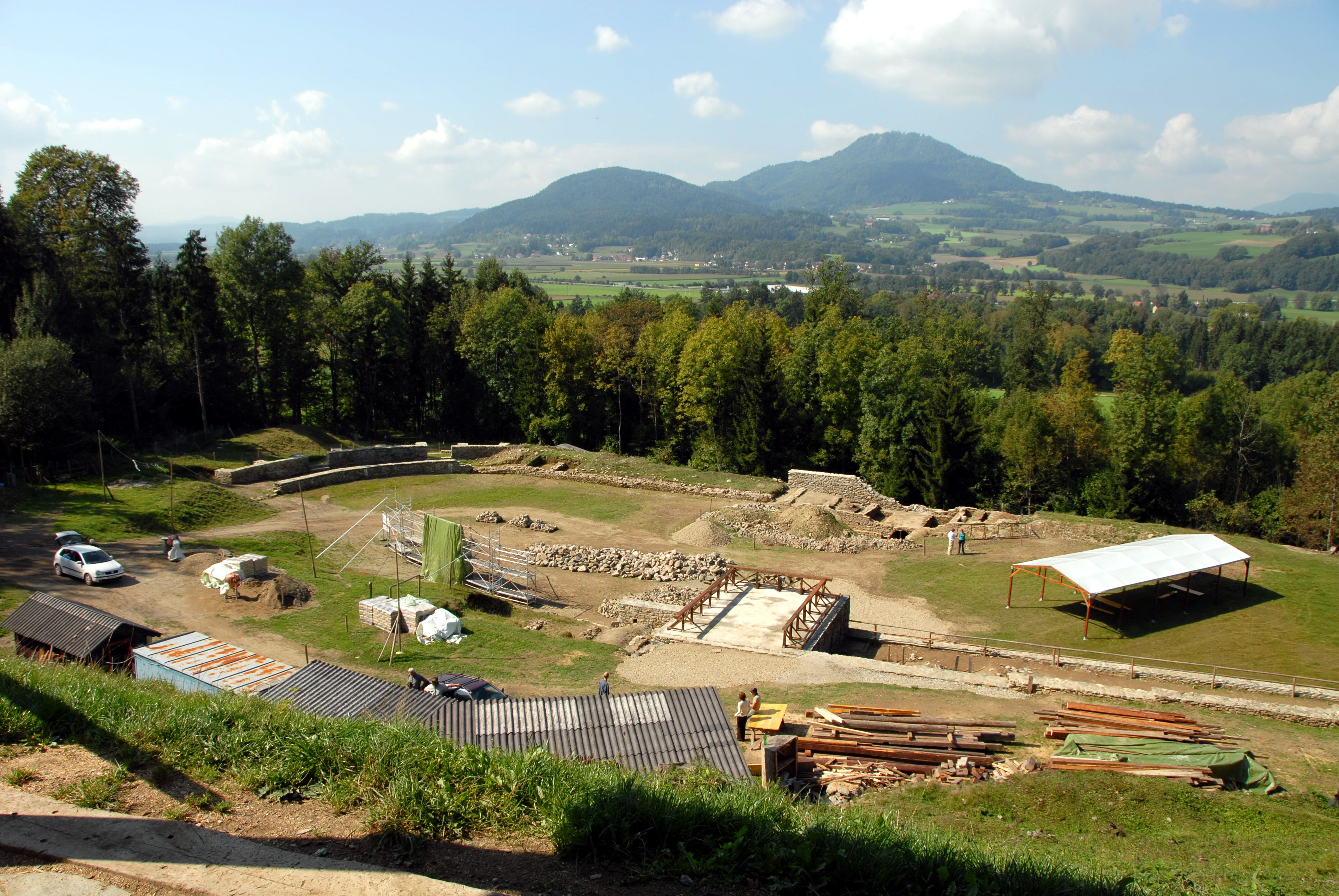
Археологічні розкопки на місці давньоримського Вірунума

Вірунум (лат. Virūnum) — давньоримське місто в провінції Норик, на території сучасної Каринтії (Австрія) в районі Цольфельду. Розташоване на південь від залишків Нореї. Руїни розташовані поряд із селищем Маріазель за 9 км на північний схід від Клагенфурта. Назва «Virunum» також відноситься до кельтсько-римського поселення поблизу пагорба Магдаленсберг.

## Історія

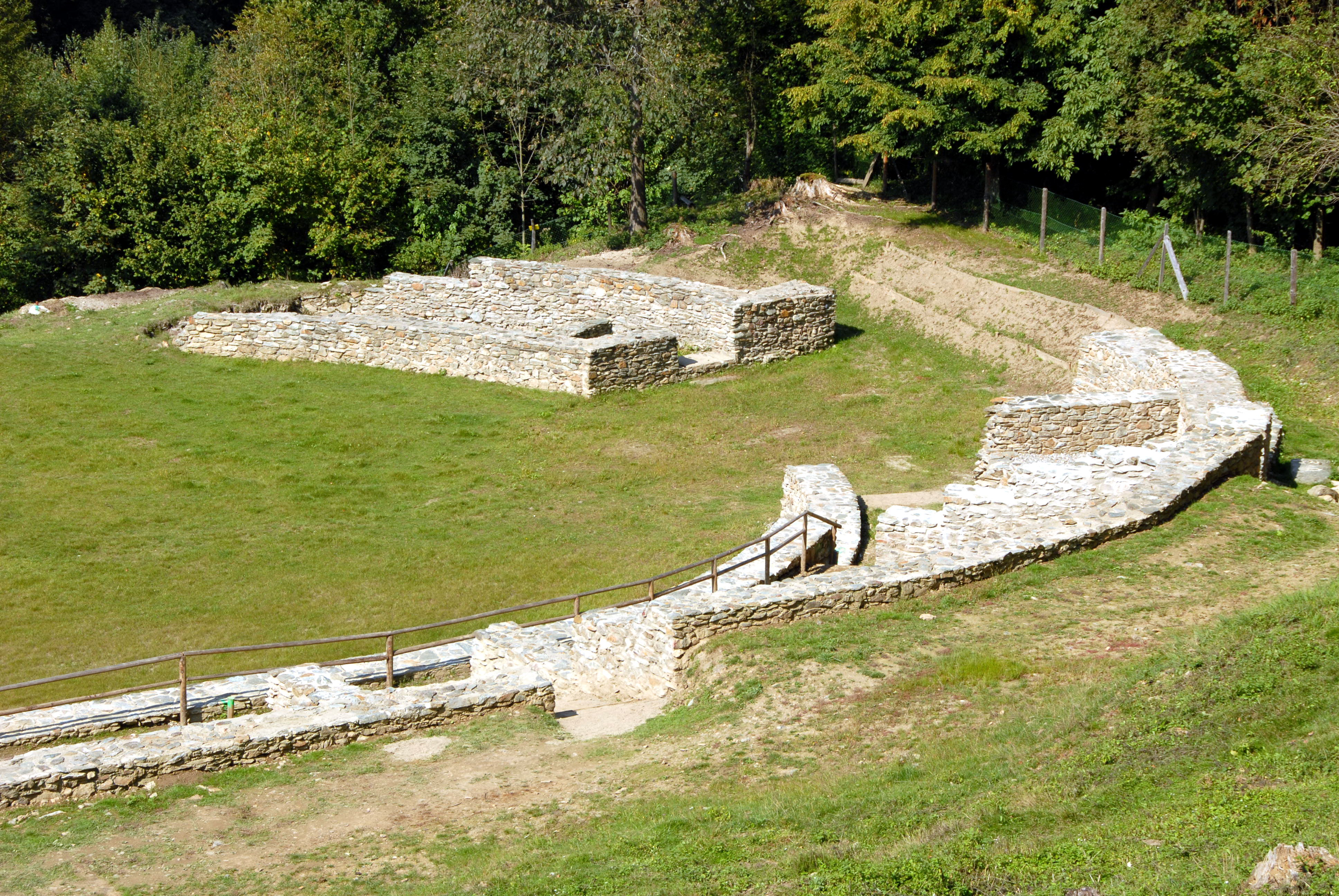
Північна частина амфітеатру Вірунума на пагорбі Тьольчахер Гюґель

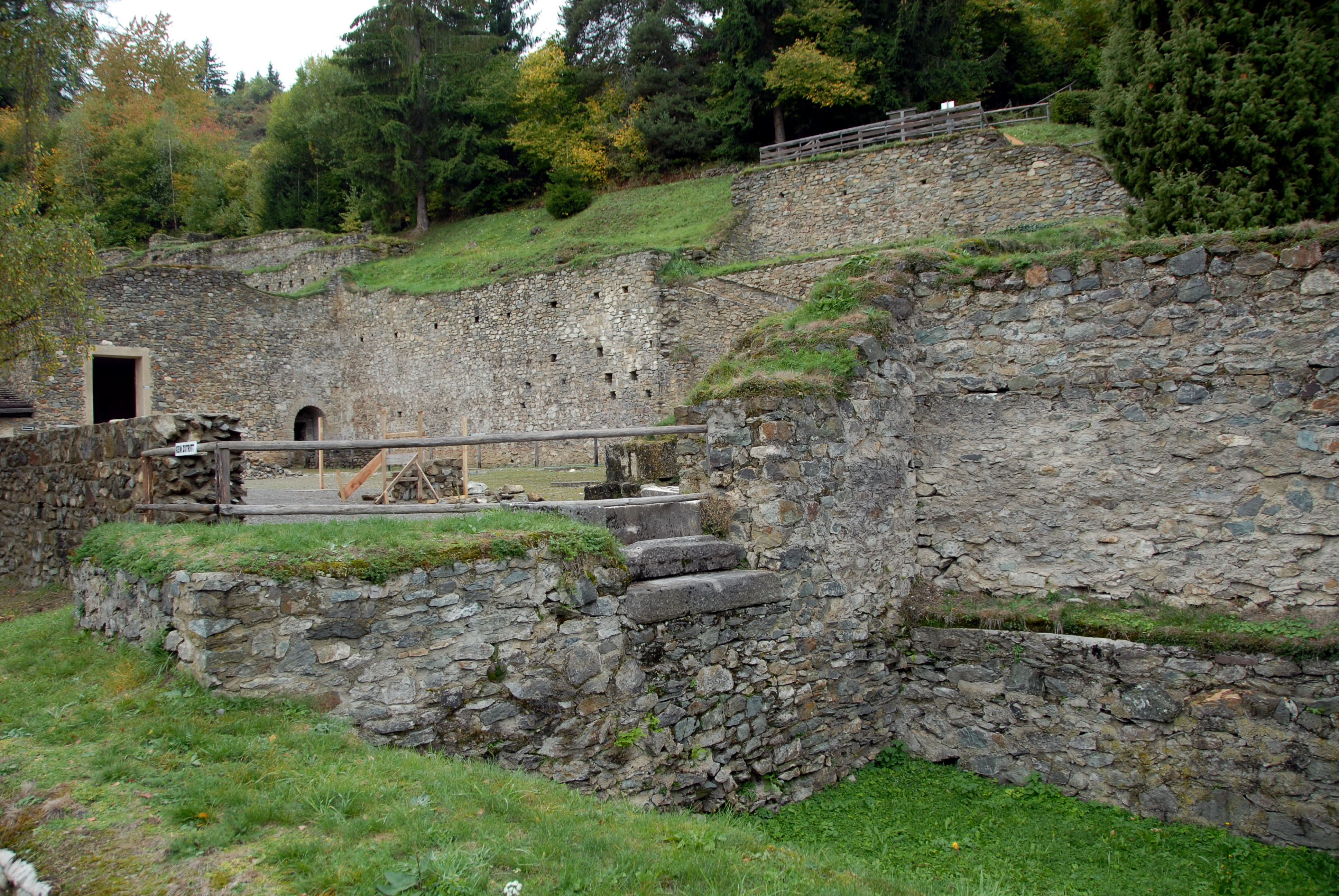
Залишки будівель та вулиць міста

Приблизно в середині I сторіччя нашої ери при імператорі Клавдії Вірунум заснований як столиця провінції Норик. Місто лежало на шляху від Адріатики до Дунаю на Бурштиновому шляху. Місто було споруджено на захищеній від повеней території, окремі його райони доходили до пагорба Тьольчахер Гюґель. Місцеві мешканці мали громадянські права латинян. На відміну від римлян були повністю позбавлені публічних прав, були обмежені в майнових правах (заборона на заповіт майна). У місті видобували залізну руду, торгували золотом та гірським кришталем.
До другої половини II сторіччя місто було резиденцією намісника провінції Норик (лат. procurator Augusti provinciae Norici). Після війн з маркоманами керівництво провінцією було переведено до Овілави (Вельс), а за Вірунумом залишили право керувати фінансами провінції. За імператора Діоклетіана провінція була розділена й місто стало столицею новоутворенної Бінненнорики (лат. Noricum mediterraneum). З 343 року місто стає резиденцією єпископа.
Площа міста становила 1 км², а прилеглої території 9 тис. км² (частина сучасних Каринтії та Штирії). Територією керував муніципалітет, магістрати та подвійні бургомістри (лат. II viri iure dicundo). Вулиці міста не були викладені бруківкою. Були віднайдені залишки колекторів (каналізація) та свинцеві труби (водогін). Поряд із амфітеатром розташовувалась велика будівля, ймовірно палац намісника провінції.
Причини занепаду міста невідомі. Достеменно відомо лише те, що через незахищеність розташування міста в долині більшість містян переселилася на схили гір Ульріхсберг та Грацеркогель. У V столітті столиця Норику була перенесена до Теуренії.
У цьому місті знаходиться кам'яний трон Каринтійських герцогів, що був збудований з 10 кам'яних брил в VIII столітті.

## Археологічні дослідження

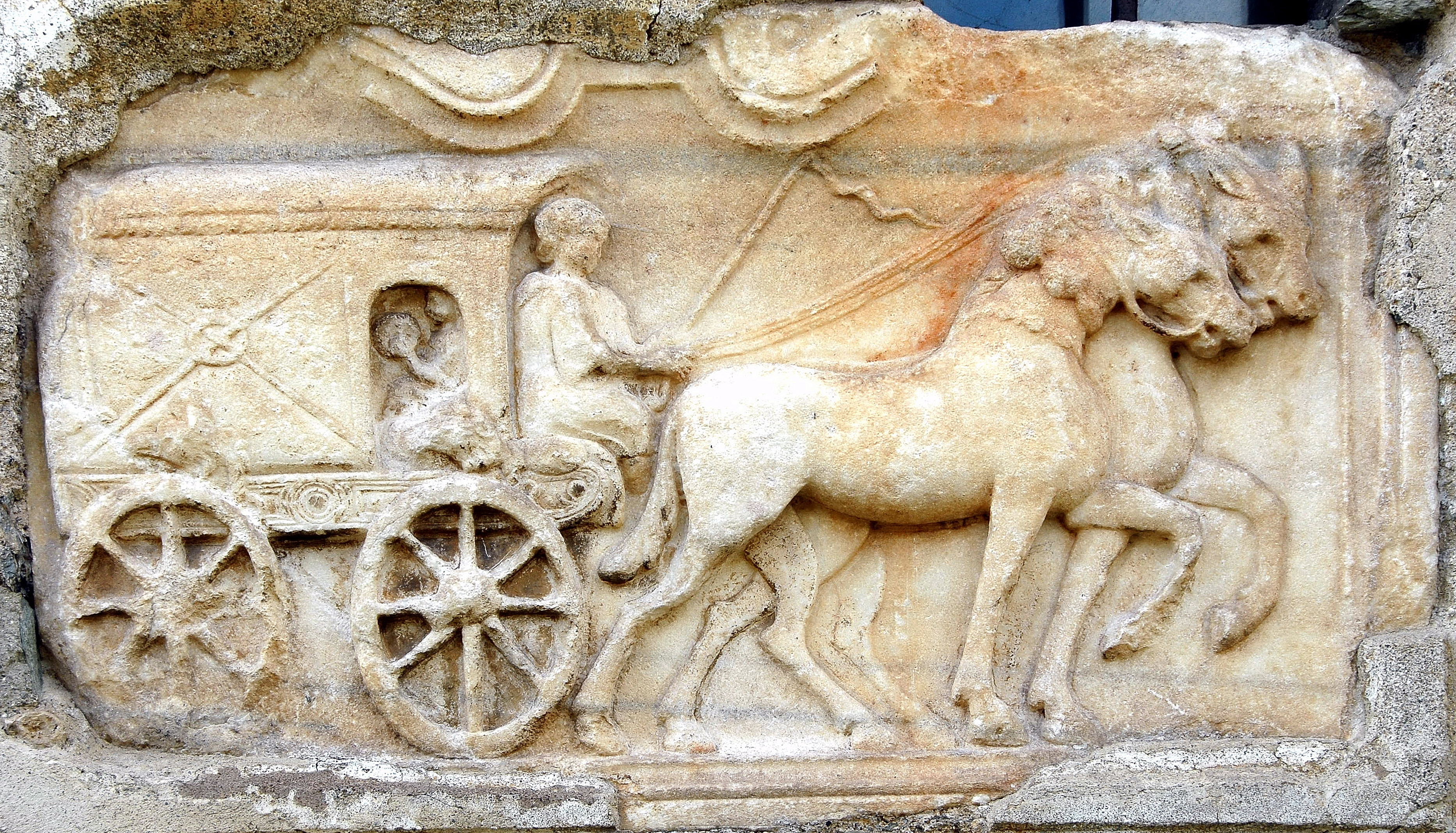
Барельєф на давньоримській могилі

Археологічні дослідження розпочато в 1754 році. Але про перші розкопки залишились лише уривчасті свідоцтва. Особливо значні здобутки приніс період 1881—1883 років, відкрито багато залишків римських будівель, скульптур, написів. Систематичні дослідження продовжувались до 1931 року. Відновились вони лише наприкінці 90-х, після знахідки амфітеатру. Археологи розкопали форум та капітолій, 2 прилеглі квартали. Була віднайдена велика мозаїка з Діонісієм площею 30 м².
На місці давньоримського Вірунума відкрито археологічний парк та музей, де виставлені предмети, що були віднайдені при археологічних розкопках останнього часу.